# 장문규

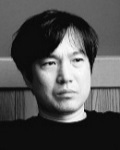
프로필

장문규(1974년 4월 13일 ~ )는 대한민국의 배우이다.

## 학력
- 동국대학교 연극학과

## 출연작

### 영화
- 《사전에 타고난 운명이라도 어쩔 수 없는》 (2005년)
- 《밀월도 가는 길》 (2012년) - 양복사내 역
- 《청춘예찬》 (2014년) - 팀장 역
- 《제보자》 (2014년) - 대합실 남자 2 역
- 《장수상회》 (2015년) - 택시기사 역
- 《그놈이다》 (2015년) - 신발주인남 역
- 《임금님의 사건수첩》 (2017년) - 어부 1 역
- 《채비》 (2017년) - 국립복지사 역
- 《공수도》 (2020년) - 프롤로그 선생님 역
- 《내가 죽던 날》 (2020년) - 철이네 아저씨 / 경찰과장 (목소리) 역
- <<2035>> 2022년 황장수역

- <<디데이-프라이데이>>2023년 아버지역

### 드라마 & 시트콤
- 《스탠바이》 (2012년, MBC) - 사진사 역
- 《엄마가 뭐길래》 (2012년, MBC) - 택배기사 역
- 《무신》 (2012년, MBC) - 반란군 역
- 《아랑사또전》 (2012년, MBC) - 마을사람 역
- 《패밀리》 (2012년, KBS2) - 미용실원장 역
- 《오자룡이 간다》 (2012년, MBC) - 손님 역
- 《마의》 (2012년, MBC) - 병자 역
- 《7급 공무원》 (2013년, MBC) - 면접자 역
- 《가시꽃》 (2013년, JTBC)
- 《백년의 유산》 (2013년, MBC) - 약사 역
- 《구암 허준》 (2013년, MBC) - 포졸 역
- 《스캔들: 매우 충격적이고 부도덕한 사건》 (2013년, MBC)
- 《별에서 온 그대》 (2013년, SBS) - 최경수 감독 역
- 《12년만의 재회: 달래 된, 장국》 (2014년, JTBC) - 의사 역
- 《왔다! 장보리》 (2014년, MBC) - 공항 보안직원 역
- 《트로트의 연인》 (2014년, KBS2) - CF감독 역
- 《운명처럼 널 사랑해》 (2014년, MBC) - 기자 역
- 《미생》 (2014년, tvN)
- 《빛나거나 미치거나》 (2015년, MBC)
- 《최고의 연인》 (2015년, MBC)
- 《디데이》 (2015년, JTBC)
- 《다 잘될 거야》 (2015년, KBS2)
- 《오 마이 비너스》 (2015년, KBS2)
- 《동네변호사 조들호》 (2016년, KBS2)
- 《가화만사성》 (2016년, MBC)
- 《옥중화》 (2016년, MBC)
- 《그래, 그런거야》 (2016년, SBS)
- 《황금주머니》 (2016년, MBC)
- 《안투라지》 (2016년, tvN)
- 《역도요정 김복주》 (2016년, MBC)
- 《사임당, 빛의 일기》 (2017년, SBS)
- 《부암동 복수자들》 (2017년, tvN)
- 《병원선》 (2017년, MBC)
- 《이름 없는 여자》 (2017년, KBS2)
- 《20세기 소년소녀》 (2017년, MBC) - 진상 승객 역
- 《으라차차 와이키키》 (2018년, JTBC) 감독역
- 《미워도 사랑해》 (2018년, KBS2)
- 《이리와 안아줘》 (2018년, MBC)
- 《특별근로감독관 조장풍》 (2019년, MBC)
- 《보이스 3》 (2019년, OCN)
- <<지옥>> (2021년, 넷플릭스) 김영석 역

### 뮤지컬
- 2024 <페치카>

### 연극
- 웰컴 투 오아시스     2010년
- 운수좋은날             2003년
- 우동한 그릇            2003년
- 명월이 만공산하니   2004년
- 아으 다롱디리        2004년
- 바보신동섭            2005년
- 뉴 보잉보잉            2006년
- 위험한 시선            2007년
- 용서를 넘어선 사랑 2007년
- 처인부곡신화         2008년
- 오셀로                   2008년
- 유년의 고통             2009년
- 차력사와 아코디언  2009년
- 슈퍼맨이 날아간자리 2010년
- 아테네의 타이먼        2010년
- 신한류스타방자전     2012년
- 꽃신  2013년
- 작은할머니                2013년
- 가방속의 아버지          2014년
- 단말마                       2020년
- 괜찮아요                   2020년
- 안개                          2020년
- 유리방                       2021년
- 비보                          2022년
- 가족                          2023년
- 가족사진                    2023년
- 처인성                       2023년
- 부처핸섬                    2024년
- 여름은 덥고 겨울은 길다 2024년
- 비밀의 문을 열다          2024년
- 소작지                    2024년
- 안락한 유품 정리사        2024년

## 수상
- 2010년 액터 VS 디렉터 오디션 리그 우수상
- 2024 제 6회 말모이 축제 최우수작품상(우리말 지킴이 상)
- 2024 제 62회 대한민국연극인축제 K-theater awards best 단체 작품상